# Nea Smyrni
Nea Smyrni (Grieks: Νέα Σμύρνη, "Nieuw-Smyrna") is een gemeente (dimos) in de Griekse bestuurlijke regio (periferia) Attica. Het is een voorstad van Athene.
De gemeente werd vernoemd naar de historische stad Smyrna, dat in 1922 verwoest werd en daarop de Turkse stad İzmir werd. Na de bevolkingsuitwisseling tussen Turkije en Griekenland vestigden vele vluchtelingen uit Smyrna zich hier. 
Het is de thuishaven van de voetbalclub Panionios. 